# Sophie Oda
Sophie Tamiko Oda (nacida el 23 de octubre de 1991) es una actriz estadounidense de ascendencia japonesa.

## Vida personal
Oda, japonesa estadounidense, nació en San Francisco, California. También es cantante profesional y actúa frecuentemente en conciertos y obras benéficas. Algunas de sus actuaciones son en la Japanese American Hall of Fame, TheatreWorks 35th Anniversary, Asian Americs en Broadway, musicales Multi-Media, East West Players Anniversary MADD, Bay Area Kid Fest. Es una cantante destacada en el CD Kabaret for Kids.
Oda ha estado actuando en teatro profesional desde los seis años. Entre sus espectáculos se incluyen The 25th Annual Putnam County Spelling Bee, the World Premiere of A Little Princess, the West Coast Premiere of Jane Eyre,the Musical, The Sound of Music, Pacific Overtures, Annie, The Joy Luck Club, A Midsummer Night's Dream, South Pacific, The King and I, y más. 
Oda se graduó en la Universidad de California, Irvine en 2012 con un Grado en Teatro Musical.

## Carrera
Oda tuvo un papel recurrente en The Suite Life of Zack & Cody como Barbara Brownstein. Apareció en dos películas: Palabras mágicas y Kung Phooey. Sophie ha sido una cantante en Star Search. Ha sido una estrella invitada en el sitcom The Suite Life on Deck, con su papel recurrente como Barbara. Sophie protagoniza una web serie de comedia llamada Spaz Fu.

## Filmografía
| Año       | Título                          | Papel                      | Notas                             |
| --------- | ------------------------------- | -------------------------- | --------------------------------- |
| 2003      | Star Search                     | Joven cantante concursante | Acreditada como Sophie Tamiko Oda |
| 2003      | Kung Phooey!                    | Joven Helen                |                                   |
| 2005      | Bee Season                      | "Usurpadora" Deletreadora  | Acreditada como Sophie Tamiko Oda |
| 2005–2008 | The Suite Life of Zack and Cody | Barbara Brownstein         | 10 episodios                      |
| 2008      | The Suite Life on Deck          | Barbara Brownstein         | 1 episodio                        |
| 2013      | DC Nation Shorts                | Amatista                   | Voz solo                          |
| 2014      | The Big Bang Theory             | Grace                      | 1 episodio                        |
| 2014      | NCIS: Los Ángeles               |                            | 1 episodio                        |

## Premios y nombramientos
| Año  | Premio              | Categoría              | Resultado |
| ---- | ------------------- | ---------------------- | --------- |
| 2007 | Young Artist Awards | Joven artista invitada | Nominada  |